# Hololepida magna
Hololepida magna är en ringmaskart som beskrevs av Moore 1905. Hololepida magna ingår i släktet Hololepida och familjen Polynoidae. Inga underarter finns listade i Catalogue of Life.